# Aphoebantus leviculus
Aphoebantus leviculus är en tvåvingeart som beskrevs av Daniel William Coquillett 1894. Aphoebantus leviculus ingår i släktet Aphoebantus och familjen svävflugor. Inga underarter finns listade i Catalogue of Life.